# Parc éolien de Borkum West II

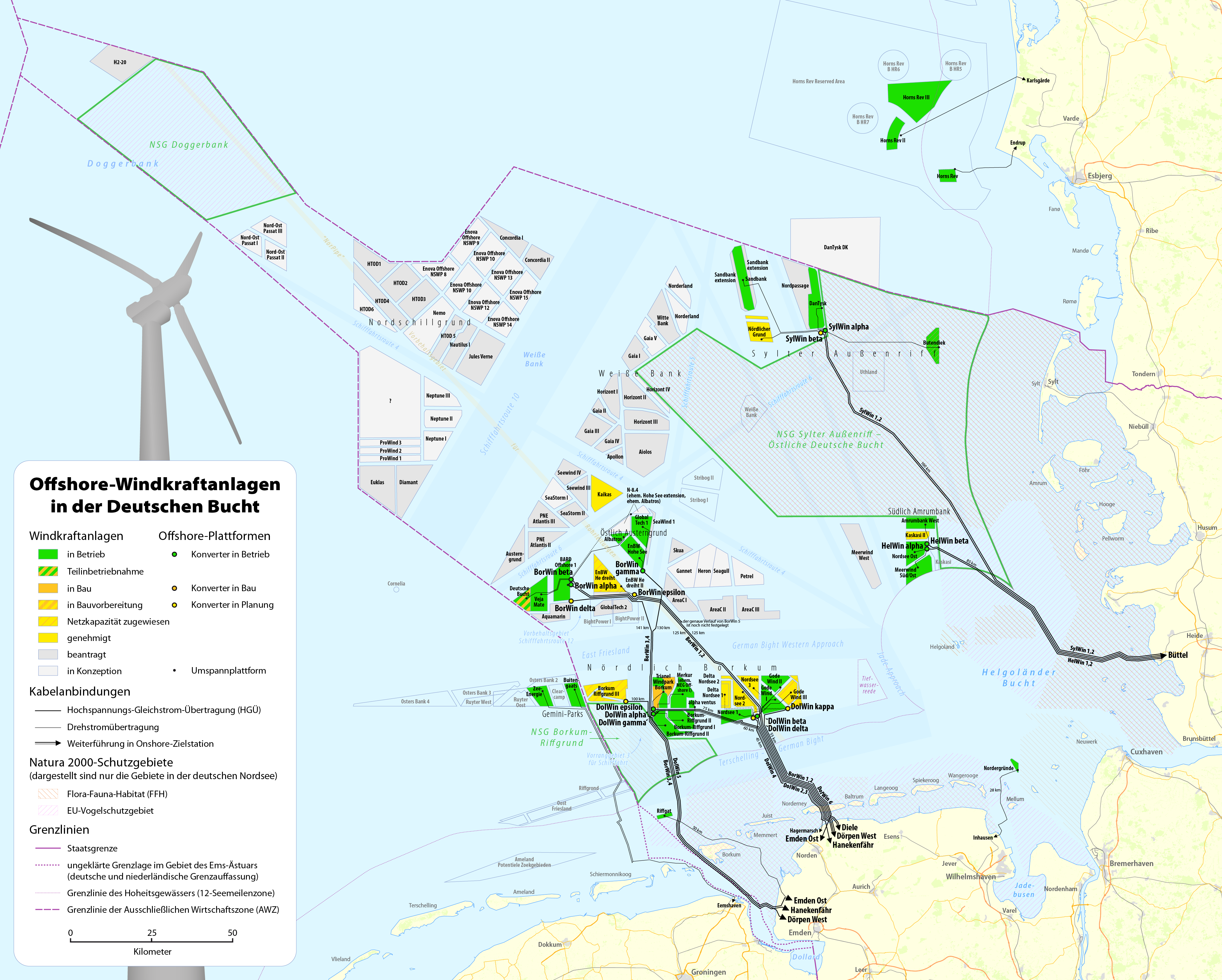
Borkum West II dans les parcs éolien de la baie Allemande

Le parc éolien de Borkum West II est un parc éolien en construction situé à environ 45 km au nord de l'île de Borkum en mer du Nord, dans la zone économique exclusive de l'Allemagne. Son coût global devrait atteindre environ 1 milliard d'euros. Le parc comprend 80 éoliennes de type AREVA Wind M5000, pour une capacité de production totale de 400 MW. La moitié de cette installation, soit 40 éoliennes, devrait être mise en fonctionnement fin 2014 et fournir de l'électricité à 200.000 foyers.
Le projet a été racheté par DONG Energy et redimensionné à 45 turbines de 6 MW, soit 270 MW.